# Тихоокеанский пограничный округ
Краснознамённый Тихоокеанский пограничный округ (КТПО) — военно-административное оперативное объединение (пограничный округ) пограничных войск КГБ СССР и ФПС России.
Данное объединение, в разные исторические периоды под различными названиями, осуществляло задачу по охране сухопутной границы СССР с Китаем, КНДР и Японией (до 1945 года), а также охране тихоокеанского побережья на участке от Приморского края включительно, до Берингова пролива.
Ввиду того, что объединение в ходе многочисленных реформ разделялось на отдельные соединения, а после заново объединялось в единое формирование, в статье рассматривается общая история всех соединений, входивших в его состав.

## История

### Исторические предпосылки в период Царской России
Экспансия Российской империи на Дальний Восток начинается с половины XVII века. В 1645 году экспедиция Василия Пояркова достигла побережья Охотского моря. В 1648—1649 годах Ерофей Хабаров совершил плавание по среднему участку Амура. В 1652 году казачье войско под командованием Петра Бекетова начали освоение Даурии.
В 1689 году был заключён российско-китайский Нерчинский договор по разграничению верхнего и среднего течения Амура.
21 октября 1727 года Россия и Китай заключили Кяхтинский договор об определении границы на участке от реки Аргунь до Саянских гор.
До второй четверти XIX века фактическая граница Российской империи проходила по Оренбургской и Сибирской укреплённой линии. До 1868 года она определяла таможенный барьер в российско-азиатской торговле.
Дальнейшее усиление военного присутствия Российской империи в Восточной Сибири и на Дальнем Востоке связано с событиями 50-х годов XIX века, когда из-за восстания тайпинов в 1850—1864 годах и англо-франко-китайской войной в 1856—1860 годах в Китае сложилась острая политическая ситуация. Российская империя, желая упредить проникновение в бассейн реки Амур США, Великобритании и Франции, начала усиленное освоение Забайкалья и Дальнего Востока. С этой целью с середины 50-х годов XIX века в Восточной Сибири началось создание военных постов на линии разделения с Китаем. Основанием данному процессу послужил Айгунский трактат 1858 года «о вечной дружбе России и Китая», который закрепил стремление обоих государств к скорейшему определению границ и закреплял статус по спорным территориям. Главным условием трактата явился запрет на судоходство по реке Амур и его притокам любым судам, кроме китайских и российских.
Вопрос международных пограничных соглашений по демаркации границ осложнялся отсутствием географических карт. К примеру, до середины XIX века не было точно известно куда впадает Амур и является ли Сахалин островом.
Весной 1854 года по приказу генерал-адъютанта Муравьёва была отправлена военная экспедиция из 891 военнослужащего, которые на нескольких судах прошли по Шилке и Аргуни от Шилкинского Завода до Мариинска и, соединившись с отрядом Геннадия Невельского по течению Амура, вышли к побережью Тихого океана. Данное событие послужило основанием для заключения Айгунского трактата 1858 года. Этим же трактатом был пересмотрен Нерчинский договор 1689 года, который утвердил новые границы по верхнему и среднему течению Амура.
К 1861 году демаркация границы России и Китая была закончена. В 1886 году была проведена дополнительная корректировка границы.
В середине 50-х годов XIX века началось переселение забайкальских казаков в низовья Амура для формирования пограничных постов. В связи с нехваткой личного состава, для организации охраны границы были сформированы из коренных жителей так называемые «туземные полки» — бурятские и тунгусский. Было создано 4 бурятских полка численностью по 600 человек в каждом и 1 тунгусский полк на 500 человек.
Указом Александра III от 15 октября 1893 года на основе пограничной стражи департамента таможенных сборов Министерства финансов был сформирован Отдельный корпус пограничной стражи (ОКПС), который организационно упорядочил охрану границы. Данная реформа не коснулась войск Сибирского и Забайкальского казачьего войска, которые, не входя в ОКПС, продолжали охрану границы на участке от Семиречья до Дальнего Востока вплоть до 1917 года.
Исключение касалось только охраны Китайско-Восточной железной дороги, для которой в составе ОКПС был сформирован Заамурский округ.
Данный округ выполнял задачу по охране стратегически важной для Российской империи транспортной артерии с выходом на Тихий океан. В связи с этим округ представлял собой крупное объединение, состоявшее на канун Первой мировой войны из 6 пехотных полков, 6 кавалерийских полков, 4 конно-горных артиллерийских батарей и 4 железнодорожных полков. Численность соединения превышала 25 000 человек.
Официально охранная стража КВЖД прекратила существование в июле 1920 года.

### Межвоенный период
28 мая 1918 года был подписан Декрет о создании пограничной охраны Советской республики.
1 февраля 1919 года по распоряжению Революционного военного совета пограничная охрана была преобразована в пограничные войска. Пограничные округа были переименованы в пограничные дивизии, районы — в пограничные стрелковые полки, подрайоны — в батальоны, дистанции — в роты. Всего было сформировано три пограничные дивизии, в каждой из которых имелось пять полков и пять кавалерийских дивизионов.
В связи с тяжёлой ситуацией на фронтах Гражданской войны, 18 июля 1919 года Совет труда и обороны включил пограничные войска в состав действующей армии.
19 января 1921 года решением Совета Труда и Обороны пограничные войска были выведены из состава армии.
Под руководством председателя ВЧК Ф. Э. Дзержинского к июню 1921 года было сформировано 15 пограничных бригад, общей численностью 36 000 человек, что составило меньше половины принятого штата пограничных войск.
6 апреля 1920 года на съезде трудящихся Прибайкалья в Верхнеудинске провозглашена Дальневосточная республика (ДВР).
19 декабря 1920 года приказом по ДВР были созданы первые пограничные районы в Забайкалье: Троицко-Савский, Мензо-Акшинский и Акшинский.
3 декабря 1922 года Полномочное представительство ГПУ по Дальнему Востоку, находящееся в Чите, отдало распоряжение о направлении частей РККА 5-й армии на охрану границ. 4 января 1923 года был издан первый приказ по пограничным войскам. Эта дата считается днём основания Дальневосточного пограничного округа.
Первоначально было создано 4 губернских участка: Забайкальский, Амурский, Приамурский и Приморский. Охрана осуществлялась 8 пограничными эскадронами и 2 отдельными стрелковыми батальонами, переданными из состава 5-й Краснознамённой армии.
16 ноября 1922 года Дальневосточная республика была включена в состав РСФСР.
В феврале 1923 в Чите началось формирование Дальневосточного округа ГПУ.
25 февраля 1924 г приказом Начальника ОГПУ пограничные органы и войска объединены в единый аппарат пограничной охраны ОГПУ. Пограничные органы и войска переформированы в пограничные отряды, комендатуры и заставы.
В октябре-ноябре 1929 года пограничные войска Дальневосточного округа ГПУ участвовали в конфликте на Китайско-Восточной железной дороге.
28 апреля 1930 года пограничная охрана Дальневосточного края постановлением Президиума ЦИК СССР была награждена орденом Красного знамени.
27 августа 1930 года приказом ОГПУ создано Управление пограничной охраны и войск Полномочного Представителя ОГПУ Восточно-Сибирского края (Восточно-Сибирский округ). Этой датой охрана границы на границе восточнее Тувинской Народной Республики была разделена на Управление пограничных войск Восточно-Сибирского округа (Забайкалье) и Управление пограничных войск Дальневосточного округа.
Дальневосточный округ, кроме охраны сухопутной границы с Китаем, также нёс ответственность за охрану советской половины острова Сахалин и побережья Тихого океана от Приморского края на юге до территории современной Магаданской области включительно на севере (на тот исторический период — Камчатская область).
В период с 29 июля по 11 августа 1938 года пограничные войска НКВД Дальневосточного округа принимали участие в боестолкновениях у озера Хасан.
8 марта 1939 года произошло разделение Управления пограничных войск НКВД Дальневосточного округа на Управление пограничных войск НКВД Приморского и Хабаровского округов. При разделении участков ответственности часть тихоокеанского побережья досталась Хабаровскому округу.
С начала февраля 1939 года пограничники Восточно-Сибирского, Приморского и Хабаровского округов НКВД вступали в многочисленные боестолкновения с подразделениями японской армии, устраивавших вооружённые провокации на советско-маньчжурской границе. Столкновения проходили на широком фронте границы от зоны ответственности самого южного отряда Приморского округа, 59-го Посьетского, и до зоны ответственности 53-го Даурского отряда Восточно-Сибирского округа (Читинского) в Забайкалье.
К началу Великой Отечественной войны состав округов НКВД, выполнявших охрану сухопутной и морской государственной границы Дальнего Востока, был следующим (отряды указаны в порядке следования с востока на запад и с юга на север):
- Управление пограничных войск Приморского округа — Владивосток
  - 59-й Посьетский Краснознамённый пограничный отряд — Приморская область. В служебных документах также именовался как Хасанский[11];
  - 62-й морской пограничный отряд — Владивосток;
  - 69-й Ханкайский пограничный отряд — н.п. Комиссаровский, Уссурийская область;
  - 57-й Иманский ордена Трудового Красного Знамени пограничный отряд — Уссурийская область. В служебных документах также именовался как Хабаровский[11][12];
  - 58-й Гродековский Краснознамённый пограничный отряд — Уссурийская область. На боевом знамени именовался как Уссурийский, а в служебных документах как Никольск-Уссурийский (см.примечание)[7][11];
  - 60-й ордена Ленина морской пограничный отряд — дислокация базы в Петропавловск-Камчатский, Камчатская область;
  - 61-й морской пограничный отряд — Магадан, Камчатская область;
  - Окружная школа младшего начсостава и другие подразделения — Владивосток.
- Управление пограничных войск Хабаровского округа — Хабаровск
  - 52-й Сахалинский ордена Ленина морской пограничный отряд — дислокация базы в г. Александровск-на-Сахалине, Сахалинская область;
  - 65-й морской пограничный отряд — Комсомольск-на-Амуре, Нижне-Амурская область;
  - 75-й Иннокентьевский пограничный отряд — Нижне-Амурская область. В служебных документах также именовался как Буреинский[11];
  - 77-й Бикинский пограничный отряд — Хабаровская область;
  - 70-й Казакевичевский пограничный отряд — Хабаровская область;
  - 63-й Биробиджанский пограничный отряд — Еврейская автономная область. Вопреки названию был дислоцирован в н.п. Ленинское в 114 километрах южнее Биробиджана[13];
  - 76-й Екатерино-Никольский пограничный отряд — Еврейская автономная область;
  - 56-й Благовещенский Краснознамённый пограничный отряд — Амурская область;
  - 78-й Кумарский пограничный отряд — Амурская область;
  - Отдельный батальон связи — Хабаровск;
  - Окружная школа младшего начсостава и другие подразделения — Хабаровск.

Примечание: Наименование Уссурийский в довоенный период принадлежало 58-му пограничному отряду — как официальное, а в послевоенный период — 57-му отряду — как почётное.

### Великая Отечественная и Советско-японская война
С началом боевых действий по всем пограничным округам НКВД произошла мобилизация военнослужащих на действующий фронт.
Из состава Забайкальского округа в ноябре-декабре 1942 года в Чите была сформирована 106-я Забайкальская стрелковая дивизия войск НКВД (к окончанию войны — 106-я стрелковая Днепровско-Забайкальская Краснознамённая ордена Суворова 2-й степени дивизия).
В дивизию кроме военнослужащих Забайкальского округа вошли также пограничники из других округов. К примеру командир отделения разведки дивизиона 362-го артиллерийского полка 106-й стрелковой дивизии Герой Советского Союза Анищенков Павел служил в Приморском пограничном округе.
Из состава Хабаровского и Приморского округов в октябре 1942 года в Хабаровске была сформирована 102-я Дальневосточная стрелковая дивизия войск НКВД (к окончанию войны — 102-я стрелковая Дальневосточная Новгород-Северская ордена Ленина Краснознамённая ордена Суворова 2-й степени дивизия
В ночь с 8 на 9 августа 1945 года началась Маньчжурская операция в ходе которой пограничники Хабаровского округа и Приморского округа совместно с частями Красной армии перешли государственную границу и атаковали позиции японских и маньчжурских войск. Основной задачей, поставленной перед пограничниками, была охрана тыла войск и коммуникаций 1-го Дальневосточного и 2-го Дальневосточного фронтов.
Сторожевые корабли Приморского округа совместно с кораблями Тихоокеанского флота участвовали в боевых действиях на море. В основном боевая деятельность сводилась к высадке десантов на острова, занятые японскими войсками.
К 3 сентября участие пограничников в советско-японской войне закончилось
За успешное участие в советско-японской войне следующие формирования Хабаровского и Приморского округов НКВД были удостоены:
- почётных наименований:
  - Отдельный батальон связи Хабаровского округа — «Амурский»
  - 60-й Камчатский морской пограничный отряд — «Курильский»
  - 52-й Сахалинский пограничный отряд и дивизион сторожевых кораблей 62-го Владивостокского морского пограничного отряда — «Сахалинский»
  - 57-й Иманский пограничный отряд — «Уссурийский»
- Орден Красного Знамени:
  - 69-й Ханкайский пограничный отряд
  - 75-й Буреинский пограничный отряд
  - 77-й Бикинский пограничный отряд
  - 76-й Хинганский пограничный отряд
  - 3-й отдельный авиационный пограничный полк
  - пограничный сторожевой корабль «Киров»
  - пограничный сторожевой корабль «Дзержинский»
- Орден Кутузова II степени:
  - 58-й Гродековский пограничный отряд
  - 59-й Хасанский пограничный отряд
- Орден Александра Невского:
  - 78-й Кумарский пограничный отряд
- Орден Красной Звезды:
  - 58-й Гродековский Краснознамённый пограничный отряд

### Послевоенный период
20 августа 1945 года Управление пограничных войск Приморского округа НКВД было переформировано в Управление пограничных войск НКВД на Тихом океане. Управление находилось во Владивостоке.
В его составе 2 октября 1945 года были созданы Управления пограничных войск НКВД Сахалинского и Камчатского округов. В Камчатский округ был передан 60-й ордена Ленина морской пограничный отряд.
В связи с огромной протяжённостью тихоокеанского побережья, в течение 1945−1946 годов для усиления Управление пограничных войск НКВД на Тихом океане были передислоцированы с западной границы СССР 109-й Виленский, 110-й Кенигсбергский, 114-й Рущукский и 116-й Рижский пограничные отряды. Из состава Хабаровского округа НКВД были переданы 52-й Сахалинский ордена Ленина морской пограничный отряд и 65-й морской пограничный отряд.
109-й Виленский пограничный отряд был создан 15 декабря 1945 года, на основе 13-го пограничного ордена Александра Невского полка Управления войск НКВД по охране тыла 3-го Белорусского фронта. Почётное наименование унаследовано от полка, которому оно присвоено за взятие Вильно. В зону ответственности отряда, подчинённого Камчатскому округу, были определены Курильские острова в северной части, в связи с чем отряд именовался Северо-Курильским.
110-й Кенигсбергский пограничный отряд был создан 2 октября 1945 года на основе 33-го пограничного ордена Красной Звезды полка Управления войск НКВД по охране тыла 1-го Прибалтийского фронта. Полк после разгрома Германии участвовал в советско-японской войне. Почётное наименование унаследовано от полка, которому оно присвоено за взятие Кенигсберга. В зону ответственности 110-го Кенигсбергского отряда, подчинённого Камчатскому округу, было отведено побережье Чукотского полуострова.
114-й Рущукский пограничный отряд был создан 2 октября 1945 года на основе 134-го пограничного ордена Богдана Хмельницкого 2-й степени полка Управления войск НКВД по охране тыла Юго-Западного фронта. Почётное наименование унаследовано от полка, которому оно присвоено за взятие Рущука. В зону ответственности отряда были определены Южные Курилы.
116-й Рижский пограничный отряд был создан 14 октября 1945 года на основе 12-го Краснознамённого пограничного полка Управления войск НКВД по охране тыла Ленинградского фронта. Почётное наименование унаследовано от полка, которому оно присвоено за взятие Риги. В январе 1946 года он был передислоцирован на западное побережье Сахалина в г. Холмск.
В мае 1946 года на восточное побережье Сахалина, в г. Макаров был передислоцирован из Комсомольска-на-Амуре 65-й морской пограничный отряд. Таким образом, пограничную охрану острова Сахалин в круговую по всему островному побережью выполняли три отряда: 52-й, 116-й и 65-й морской. Всего в состав Сахалинского округа входило 4 отряда, включая 114-й на Южных Курилах.
2 июня 1953 года Управление пограничных войск МВД на Тихом океане было преобразовано в Управление пограничных войск МВД Тихоокеанского округа.
19 января 1960 года была проведена реформа, в ходе которой Сахалинский округ был упразднён и все три отряда были объединены в один с подчинением Тихоокеанскому пограничному округу. При слиянии были сохранены почётные наименования 116-го Рижского отряда и 52-го Сахалинского отряда.
В период со 2 по 15 марта 1969 года пограничники заставы «Нижнемихайловка» 57-го Уссурийского пограничного отряда, во главе с начальником заставы старшим лейтенантом Иваном Стрельниковым приняли участие в боевых действиях в ходе конфликта на острове Даманский.
В 1979 году произошло разукрупнение Тихоокеанского пограничного округа, в ходе которого был создан Камчатский пограничный округ с управлением в Петропавловск-Камчатский. Новому округу под управление отошли все соединения в Чукотском автономном округе (с 1980 года), Магаданской и Камчатской областей. При разделении Южные Курилы остались в зоне ответственности Тихоокеанского пограничного округа.
После 1979 года и до распада СССР состав Тихоокеанского пограничного округа не изменился.
Протяжённость зоны ответственности округа составляла на 1991 год 7343,58 километров, которая разделялась на участки следующей протяжённости:
- сухопутная граница — 513,95 км;
- речная — 577,53 км;
- озерная — 93 км (по озеру Ханка);
- морская — 6159,1 км.

### После распада СССР
В связи с тем что Тихоокеанский пограничный округ полностью дислоцировался на территории РСФСР, распад СССР не повлиял на его состав. Округ практически без изменений просуществовал до начала 1998 года.
7 февраля 1995 года из состава Тихоокеанского флота в состав Тихоокеанского пограничного округа была передана 49-я дивизия речных кораблей. В структуре ФПС России дивизия была переформирована в Амурскую пограничную речную флотилию.
8 декабря 1997 года Президентом Российской Федерации был принят указ «О дополнительных мерах по реформированию системы Федеральной Пограничной службы Российской Федерации». По данному указу все пограничные округа были упразднены.

## Состав округа

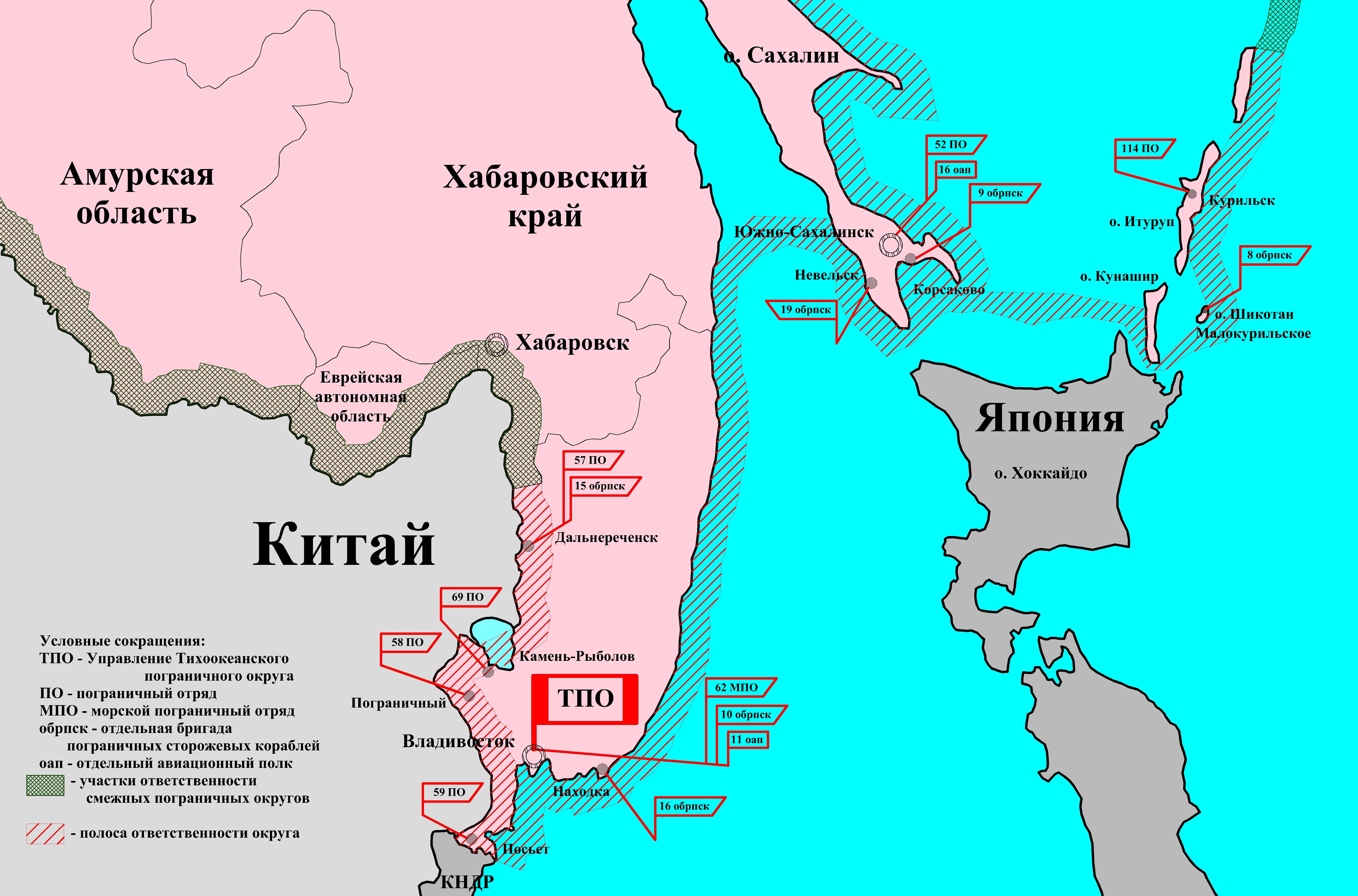
Тихоокеанский пограничный округ КГБ СССР на 1991 год.
Расположение отрядов

Состав Тихоокеанского пограничного округа перед распадом СССР.
Отряды, бригады и полки указаны по расположению управлений с юга на север, выделены почётные наименования формирований:
- Управление округа — Владивосток
  - Комендатура управления округа (в/ч 2459) — Владивосток;
- 59-й Хасанский Краснознамённый ордена Кутузова 2-й степени пограничный отряд (в/ч 2045) — н.п. Посьет, Приморский край;
- 12-й учебный отряд (в/ч 2427) — н.п. Перевозная, Приморский край;
- 62-й Находкинский морской пограничный отряд (в/ч 2020) — Приморский край;
- 58-й Гродековский Краснознамённый ордена Кутузова 2-й степени пограничный отряд (в/ч 2019) — н.п. Пограничный, Приморский край;
- 69-й Камень-Рыболовский Краснознамённый пограничный отряд (в/ч 2097) — Приморский край;
- 114-й Рущукский ордена Богдана Хмельницкого 2-й степени пограничный отряд (в/ч 2255) — н.п. Горячий Пляж, остров Кунашир, Сахалинская область;
- 57-й Уссурийский Краснознамённый ордена Трудового Красного Знамени пограничный отряд имени В. Р. Менжинского (в/ч 2488) — Дальнереченск, Приморский край;
- 52-й Сахалинский-Рижский ордена Ленина пограничный отряд (в/ч 2067) — Южно-Сахалинск, Сахалинская область;
- 16-я Сахалинская Краснознамённая отдельная бригада пограничных сторожевых кораблей (в/ч 2306) — Находка;
- 10-я отдельная бригада пограничных сторожевых кораблей (в/ч 2441) — Владивосток;
- 15-я отдельная бригада пограничных сторожевых кораблей (в/ч 2538) — Дальнереченск, Приморский край;
- 8-я ордена Красной Звезды отдельная бригада пограничных сторожевых кораблей (в/ч 2264) — н.п. Малокурильское, остров Шикотан, Сахалинская область;
- 9-я отдельная бригада пограничных сторожевых кораблей (в/ч 2263) — Корсаков, Сахалинская область;
- 19-я отдельная бригада пограничных сторожевых кораблей (в/ч 1454) — Невельск, Сахалинская область;
- 1-й отдельный ордена Красной Звезды полк связи (в/ч 2064) — Владивосток, ст. Седанка
- 11-й отдельный авиационный полк (в/ч 2127) — Владивосток
- 16-й отдельный авиационный полк (в/ч 2199) — Южно-Сахалинск
- Владивостокский морской пограничный порт — Владивосток.
- Отдельный контрольно-пропускной пункт «Владивосток»
- Отдельный контрольно-пропускной пункт «Находка»
- 15-я межокружная школа сержантского состава (в/ч 9793) — Дальнереченск, Приморский край
- 22-й военный склад (в/ч 2443) — ст. Сибирцево, Приморский край
- 23-й военный склад (в/ч 2430) — Владивосток
- 266-я отдельная инженерно-строительная рота (в/ч 2553) — Находка, Приморский край
- Окружной военный госпиталь (в/ч 2531) — Владивосток
- Окружной военный госпиталь (в/ч 2529) — Южно-Сахалинск

На 1991 год в Тихоокеанском пограничном округе числилось 8 пограничных отрядов (в том числе — 1 учебный), 143 пограничные заставы. Общий личный состав округа — около 30 000 человек.

## Герои Советского Союза
Военнослужащие Управления пограничных войск Дальневосточного округа НКВД, Приморского округа НКВД и Тихоокеанского пограничного округа КГБ, удостоенные в разное время звания Героя Советского Союза.

### Хасанские бои
25 октября 1938 года следующие военнослужащие 59-го Посьетского пограничного отряда Дальневосточного округа НКВД, участвовавшие в Хасанских боях, были удостоены звания Героя Советского Союза:
- Чернопятко Иван Давидович. Сайт «Герои страны». — командир взвода маневренной группы отряда.
- Терёшкин Пётр Фёдорович. Сайт «Герои страны». — начальник пограничной заставы «Подгорная».
- Махалин Алексей Ефимович. Сайт «Герои страны». — начальник пограничной заставы «Пакшикори». Звание присвоено посмертно.
- Виневитин Василий Михайлович. Сайт «Герои страны». — начальник инженерной службы отряда. Звание присвоено посмертно.
- Батаршин Гильфан Абубекерович. Сайт «Герои страны». — командир отделения маневренной группы отряда.

### Великая Отечественная война
Следующие военнослужащие Приморского округа НКВД, участвовавшие в Великой Отечественной войне, были удостоены звания Героя Советского Союза:
- Анищенков Павел Яковлевич. Сайт «Герои страны». — командир отделения разведки дивизиона 362-го артиллерийского полка 106-й стрелковой дивизии. До отправки на фронт служил в 58-м Гродековском пограничном отряде. Звание присвоено 30 октября 1943 года.
- Апарин, Максим Григорьевич. Сайт «Герои страны». — командир орудия огневого взвода 43-го Даурского стрелкового полка 106-й стрелковой дивизии. До отправки на фронт служил старшиной морского пограничного поста «Шамора» в 62-м Владивостокском морском пограничном отряде. Звание присвоено 30 октября 1943 года.
- Важеркин Иван Васильевич. Сайт «Герои страны». — снайпер 30-го Хасанского стрелкового полка 102-й стрелковой дивизии. До отправки на фронт служил в 59-м Хасанском пограничном отряде. Звание присвоено 15 января 1944 года.
- Кублицкий, Алексей Александрович. Сайт «Герои страны». — командир отделения роты связи 30-го стрелкового полка 30-го Хасанского стрелкового полка 102-й стрелковой дивизии. До отправки на фронт служил в 59-м Хасанском пограничном отряде. Звание присвоено 15 января 1944 года.

### Пограничный конфликт на острове Даманский
21 марта 1969 года следующие военнослужащие Тихоокеанского пограничного округа, участвовавшие в пограничном конфликте на острове Даманский, были удостоены звания Героя Советского Союза:
- Леонов Демократ Владимирович. Сайт «Герои страны». — начальник 57-го Уссурийского пограничного отряда. Звание присвоено посмертно
- Стрельников Иван Иванович. Сайт «Герои страны». — командир 2-й пограничной заставы «Нижне-Михайловская» 57-го Уссурийского пограничного отряда. Звание присвоено посмертно.
- Бубенин Виталий Дмитриевич. Сайт «Герои страны». — командир 1-й пограничной заставы «Кулебякины сопки» 57-го Уссурийского пограничного отряда.
- Бабанский Юрий Васильевич. Сайт «Герои страны». — командир отделения 2-й пограничной заставы «Нижне-Михайловская» 57-го Уссурийского пограничного отряда.

### В мирное время
- Карацупа Никита Фёдорович. Сайт «Герои страны». — службу начинал проводником собак в 58-м Гродековском пограничном отряде Дальневосточного округа. Звание присвоено 21 июня 1965 года за образцовое выполнение заданий командования по защите Государственной границы СССР и проявленные при этом мужество и героизм.

## Начальники войск Тихоокеанского пограничного округа
Полный список начальников войск Тихоокеанского пограничного округа:
- Стаханов Николай Павлович — 1939—1942,
- Зырянов Павел Иванович — 1942—1952,
- Антонов Константин Акимович — 1952 — 10 сентября 1957,
- Иванов Петр Сергеевич — 10 сентября 1957 — апрель 1967,
- Секретарев Константин Федорович — 27 апреля 1967 — 27 декабря 1968,
- Лобанов Василий Федорович — 27 декабря 1968 — 16 января 1973,
- Константинов Валентин Иванович — 16 января 1973 — 22 сентября 1977,
- Кривонос Радомир Иванович — 22 сентября 1977 — 14 мая 1979,
- Гапоненко Валентин Константинович — 19 мая 1979 — 2 июня 1986,
- Барыбин Михаил Александрович — 2 июня 1986—1992,
- Борученко Владимир Афанасьевич — 25 марта — 13 августа 1992,
- Богданов Александр Васильевич — 1992—1993,
- Седых Виталий Викторович — 1993—1998,
- Павел Павлович Тарасенко — 1998—2004 (начальник Тихоокеанского регионального пограничного управления ФПС России/ФСБ России).